# Egesina albofasciata
Egesina albofasciata är en skalbaggsart som beskrevs av Hayashi 1974. Egesina albofasciata ingår i släktet Egesina och familjen långhorningar.
Artens utbredningsområde är Taiwan. Inga underarter finns listade i Catalogue of Life.